# 王様はベイビー
王様はベイビーは、神奈川県湘南出身の男性アコースティックデュオである。

## 概要
湘南発の神奈川・東京を中心に活動中のバンド。
オリジナルソングを、アコースティックサウンドに乗せて奏でるデュオ。それぞれが作詞・作曲およびリードボーカルを担当する。
Yu、Bech共に単独でも活動しBechは「Bechトリオ」としても活動している。

## 名称の由来
そのままの意味で赤ちゃんは偉大で大切な王様であると言う意味のほか、ローマ字表記で 「Oh! summer wa baby」 (オゥ！ サマー ベイビー）に掛けている。

## メンバー
- Yu：松下雄（まつした ゆう）- ボーカル＆キーボード＆コーラス。　
  - 神奈川県鎌倉市出身。
  - 10月08日生まれ。X型。
  - ハーモニカも得意である。
  - ロックバンドPYGMY(ピグミー)のボーカルとしても活動している。
- Bech：（べっち） - ボーカル＆ギター＆コーラス。　
  - 神奈川県藤沢市出身。
  - 05月23日生まれ。X型。
  - ロングトーンに命を懸けているいた。
  - 「Bechトリオ」リーダー、イラストも得意である。

### サポートメンバー
- 井上博毅 - ドラム　@pnddrm

## 来歴
- 2013年
  - 12月14日、善行Zにて行われた PEACE WAVE 01での共演で2人が再会しPEACEWAVE&Bechとして活動。
- 2014年
  - 　3月29日　PEACEWAVEラストライブ後、王様はベイビーの結成に至る。

## ディスコグラフィ

### ミニアルバム
|                                | 発売日                         | タイトル                       | 曲目                                                                | 備考                           |
| PEACEWAVE a.k.a 王様はベイビー | PEACEWAVE a.k.a 王様はベイビー | PEACEWAVE a.k.a 王様はベイビー | PEACEWAVE a.k.a 王様はベイビー                                      | PEACEWAVE a.k.a 王様はベイビー |
| ------------------------------ | ------------------------------ | ------------------------------ | ------------------------------------------------------------------- | ------------------------------ |
| ex                             | 発売日不明                     | PEACEWAVE                      | 1.湘南ラブストーリー 2.ありがとう 3.LIFE                            |                                |
| ex                             | 発売日不明                     | 生しらす                       | 1.いただきます（いただきますオリジナルver.） 2.鎌倉キッズ 3. 江ノ島 |                                |
| ex                             | 2012年05月23日                 | 始まりの浜辺                   | 1.Hey!! Hey!! Frog 2.明るくて強いボク 3. ガタンゴトン               |                                |

|                | 発売日         | タイトル       | 曲目                                                                          | 備考           |
| 王様はベイビー | 王様はベイビー | 王様はベイビー | 王様はベイビー                                                                | 王様はベイビー |
| -------------- | -------------- | -------------- | ----------------------------------------------------------------------------- | -------------- |
| 1st            | 2015年05月xx日 | 伝説の花       | 1.伝説の花 2.moon glass 3.風来坊 4.らうど いず でっど                         |                |
| 2nd            | 2016年04月04日 | LAICEPS TIME   | 1.湘南ラブストーリー 2.akasick baby 3. ascension 4.いただきます 5.LAICEPSTIME | ネット配信のみ |

## カラオケ配信曲
| 湘南ラブストーリー | 969500 |                                    |
| 明るくて強いボク   | 337310 | PEACEWAVE a.k.a 王様はベイビー名義 |
| ガタンゴトン       | 978489 | PEACEWAVE a.k.a 王様はベイビー名義 |
| LIFE               | 979012 | PEACEWAVE a.k.a 王様はベイビー名義 |
| 江ノ島             | 990681 | PEACEWAVE a.k.a 王様はベイビー名義 |

## MEMO
1. ↑  YouTube配信ライブ
2. ↑  ツイキャス配信ライブ
3. ↑  YouTube同時配信ライブ
4. 1 2 3 4 5 6  ツイキャス同時配信ライブ
5. ↑  kenbo(from CANTOY)　-　ベース　を迎えての演奏
6. 1 2 3 4 5 6 7 8 9 10 11 12  Any(from ATSUGARI) - ベースのサポートを受けての演奏
7. ↑  nao - ドラムのサポートを受けての演奏